# Miguel Laurencena
Miguel María Laurencena (Buenos Aires, 27 de febrero de 1851-Gualeguay, 3 de febrero de 1928), fue un abogado y político argentino, de la Unión Cívica Radical que llegó a ser gobernador de Entre Ríos y ministro de la Corte Suprema de Justicia de la Nación entre 1924 y 1928, falleciendo en el cargo.

## Biografía
Hijo de Martín Gilberto Laurencena y Juana Eyarragaray -ambos vascos españoles- Miguel Laurencena nació en Buenos Aires y pasó su infancia en Gualeguay, donde realizó sus estudios primarios. Regresaría a la ciudad de Buenos Aires para cursar sus estudios secundarios y universitarios; se graduó de abogado en 1877.
Se casó con la también descediente de vascos Isabel Beheretche Iriarte en 1874.
En 1881, fue elegido intendente de la Ciudad de Gualeguay. En 1883, diputado provincial y, ese año, designado Ministro de Gobierno de la Provincia por el gobernador Eduardo Racedo.
En 1885, gestionó en Gran Bretaña un crédito para construir un ferrocarril. Entre 1886 y 1892 se desempeñó como diputado nacional por Entre Ríos. Se integró a la Unión Cívica al crearse en 1889 siguiendo a Leandro N. Alem, adhirió a la Revolución del '90 y fue uno de los fundadores de la Unión Cívica Radical en 1891, en cuyo periódico, El Argentino, participó en forma activa. Organizó el radicalismo en la provincia de Entre Ríos.
Participó de las Revoluciones de 1893 y 1905 que tenían como fin derrocar al gobierno conservador. El plan era que las fuerzas era tomar el Parque de Artillería y la flota bombardearía la Casa Rosada y el cuartel de Retiro. Al mismo tiempo, grupos de milicianos debían tomar prisioneros al presidente Juárez Celman, el vicepresidente Pellegrini, al ministro de Guerra general Levalle, y al presidente del senado Julio A. Roca, y cortar las vías de ferrocarril y telegráficas. Tras el intento de golpe de Estado resultó detenido y encarcelado.
En 1914 fue elegido gobernador de la Provincia de Entre Ríos secundado por Luis L. Etchevehere como vicegobernador, inaugurando una serie de gobiernos provinciales de la Unión Cívica Radical que se prolongarían hasta el golpe militar de 1943. Por su iniciativa se fundó el Diario de  Paraná.
Durante su gobierno tuvo fuertes disputas con el Arzobispo de Paraná, Mons. Abel Juan Bazán y Bustos por la injerencia de la Iglesia católica en competencias propias del Registro del Estado Civil de las personas.
Desde que Hipólito Yrigoyen fue elegido presidente de la Nación en 1916, Laurencena expresó su oposición, llegando a separarse de la Unión Cívica Radical, para formar la Unión Cívica Radical Principista que lo llevó como candidato a presidente en 1922, logrando vencer en tres de los quince distritos electorales (Mendoza, San Juan y Tucumán).
En 1924 formó parte del grupo de dirigentes radicales que formaron la Unión Cívica Radical Antipersonalista.
El presidente radical Marcelo T. de Alvear lo designó ministro de la Corte Suprema de Justicia por decreto del 5 de diciembre de 1924, cargo que desempeñó hasta su muerte en 1928, caracterizándose por la rama llamada legalismo que sólo consolidaba un derecho que se apartaba del bien común e impedía su progresiva transformación y adaptación.
Uno de sus hijos, Eduardo, también ejerció la Gobernación de Entre Ríos.